# Bob McPhail
Robert McPhail (Barrhead, 25 de outubro de 1905 – 24 de agosto de 2000) mais conhecido como Bob McPhail foi um futebolista escocês que atuava como atacante.

## Carreira
Começou sua carreira no Airdrieonians F.C. em 1923 ficando até 1927 tranferindo-se para o Rangers Football Club onde jogou até se aposentar em 1940 sendo um ídolo e referência na década de 1930.